# The Legend of Zelda: Collector's Edition
The Legend of Zelda: Collector's Edition è una raccolta di alcuni titoli appartenenti alla serie di videogiochi di The Legend of Zelda, contenuti in un mini DVD promozionale pubblicato nel 2003 per Nintendo Gamecube. 
Venne resa disponibile in Europa, Australia e Nord America in confezioni speciali del GameCube, oppure tramite l'iscrizione a a riviste o club ufficiali di Nintendo.

## Descrizione
La raccolta comprende le versioni originali dei seguenti titoli della serie:
- The Legend of Zelda (1986; NES);
- Zelda II: The Adventure of Link (1988; NES);
- The Legend of Zelda: Ocarina of Time (1998; N64);
- The Legend of Zelda: Majora's Mask (2000; N64).

È poi presente una demo di The Legend of Zelda: The Wind Waker (2002; GCN) e una video-retrospettiva sull'intera saga.
L'emulazione di The Legend of Zelda: Majora's Mask presenta alcuni problemi tecnici, come bug grafici e sonori.